# Повість про взяття Царьграда фрягами
Повість про взяття Царьграда фрягами У 1204 р. під час четвертого хрестового походу хрестоносці, під головуванням італійського князя Боніфація Монферратського (звідки і назва П.: італійців у Київській Русі іменували фрягами), захопили, розграбували і зруйнували столицю Візантії — Константинополь (у руських джерелах — Царьград). Опис цих подій і складає зміст П., старший список якої входить до складу Новгородського І літопису Старшого ізводу (XIII—XIV ст.); це дало підстави бачити в авторі П. новгородця. У XV—XVI ст. П. уключалася до складу різних московських літописів.
П. являє собою насамперед цінне історичне джерело; її автор, безсумнівно, був у Константинополі або під час зображуваних подій, або незабаром після них: він досить точний в описі обставин облоги й узяття міста, добре знає топографію столиці, передає народні чутки й легенди, що виникали з приводу подій, що відбувалися, (легендарна, наприклад, розповідь про втечу сина візантійського імператора — Олексія Ангела в бочці з подвійним дном, перебільшено, можливо, кількість розграбованих «фрягами» скарбів). Мова Повісті проста і виразна, стиль нагадує стиль новгородських літописів.

## Видання
Повесть о взятии Царьграда крестоносцами в 1204 году / Подг. текста, перевод и примеч. О. В. Творогова // Изборник (1969).— С. 280—289, 734—735; То же // ПЛДР: XIII век.— М., 1981.—С. 106—113, 537—539; То же (перевод) // Изборник (1986).—С. 130—134.